# Bothrocara elongatum
Bothrocara elongatum es una especie de pez de la familia de los Zoarcidae en el orden de los perciformes.

## Morfología
Los machos pueden llegar a alcanzar los 51,5 cm de longitud total.

## Hábitat
Es un pez de mar y de aguas profundas que vive hasta 1271 m de profundidad

## Distribución geográfica
Se encuentra en el Pacífico oriental central: el Golfo de Panamá. 

## Observaciones
Es inofensivo para los humanos. 